# 柳家小ゑん
柳家 小ゑん（やなぎや こえん）は、落語家の柳家小さん系統の名。
- 初代柳家小ゑん - 当該項目で記述
- 柳家小ゑん - 後∶八代目柳家小三治
- 柳家小ゑん - 後∶七代目立川談志
- 柳家小ゑん - 現∶六代目柳家小さん
- 柳家小ゑん - 本項にて詳述

柳家 小ゑん（1953年9月15日 - ）は、東京都目黒区出身の落語家。落語協会所属。本名∶富田 実。出囃子∶「ぎっちょんちょん」。

五代目柳家小さん一門定紋
「剣片喰」

## 経歴
都立玉川高校卒業。1975年1月に武蔵工業大学（現東京都市大学）工学部電子通信工学科中退、2月11日に五代目柳家小さんに入門し、「柳家みのる」となる。12月にみの助と改名して楽屋入り。
1979年5月、林家しん平、林家のん平と共に二ツ目に昇進し小ゑんと改名。
1985年9月、古今亭志ん輔、四代目桂三木助、林家かん平、入船亭扇遊、七代目桂才賀、柳家三寿、林家らぶ平、林家時蔵、春風亭正朝と共に真打昇進（当時の香盤順では8人抜きの抜擢真打）。

## 芸歴
- 1975年
  - 1月 - 五代目柳家小さんに入門、見習い名「みのる」。
  - 12月 - 前座となる、前座名は「みの助」。
- 1979年 - 二ツ目昇進、「小ゑん」と改名。
- 1985年9月 - 真打昇進。

## 演目
- ぐつぐつ
- 銀河の恋の物語
- 鉄の男
- 鉄千早
- 鉄寝床
- ミステリーな午後
- ほっとけない娘
- 吉田課長
- お血脈
- アキバぞめき

など

## 受賞歴
- 1983年 - にっかん飛切落語会∶努力賞
- 1985年 - にっかん飛切落語会∶努力賞
- 1986年 - 国立劇場花形若手演芸大賞∶銀賞
- 1990年 - 国立劇場花形若手演芸大賞∶銀賞

## 人物
創作・新作落語を中心に口演する。同じ新作派の三遊亭圓丈の影響を受け、圓丈や夢月亭清麿などとともに渋谷ジァン・ジァンでの「実験落語」にも出演していた。このため、圓丈作の作品を口演することもある（例『悲しみは埼玉に向けて』など）。また、自作の『ぐつぐつ』は他の噺家によっても口演される。
鉄道ファン、天文ファンとしても知られている。江戸の言葉遊び「雑俳」にも造詣が深い。
- 鉄道ファンとしては、同好の落語家（古今亭駒治、上方の四代目桂梅團治、桂しん吉）とともに『鉄道落語』（交通新聞社新書）[2]という著書を刊行しているほか、前出のメンバーに加えて元鉄道マンで名古屋を拠点とする登龍亭獅鉄などとともに、鉄道をネタにした落語会を行う事もある。
- 『天文ガイド』に「星空川柳」を連載しているほか、各地のプラネタリウムにおいて「星空寄席」を行ったり、星空の解説を行っている[3]。また小惑星の「小ゑん」は柳家小ゑんにちなんで名付けられた[4]。

学生時代は関根勤らで結成されたグループ「目黒五人衆」で活動していたことがあった。

## 出演
- お台場寄席DOUGA（フジテレビ無料動画サイト「見参楽（みさんが！）」）
- Windows版CD-ROM「HYPER PLANET」内落語、「白鳥のささやき」
- 花王名人劇場（フジテレビ） 二ツ目時代に抜擢され、トーク（漫談）を洋服、スタンドマイクで披露しレコード、ビデオなどに収録され発売されている